# ジェームズ・コンプトン (第3代ノーサンプトン伯爵)

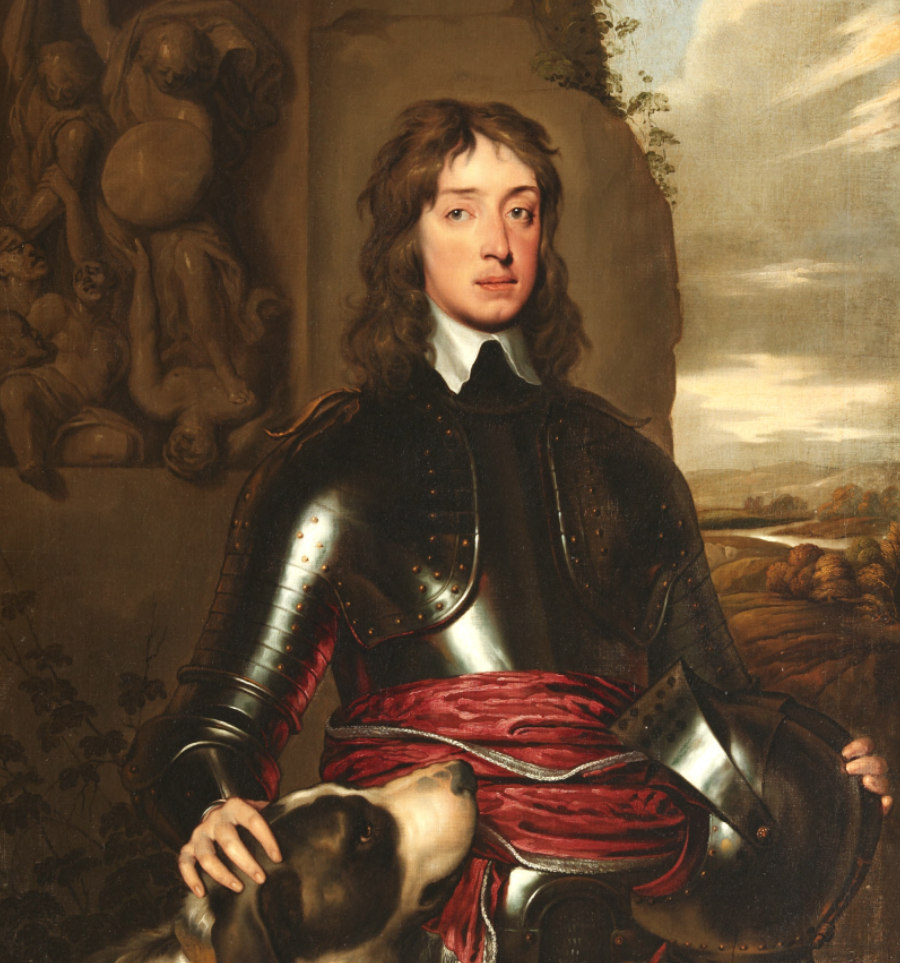
第3代ノーサンプトン伯爵の肖像画、1644年/1645年頃。

第3代ノーサンプトン伯爵ジェームズ・コンプトン（英語: James Compton, 3rd Earl of Northampton FRS、1622年8月19日 – 1681年12月15日）は、清教徒革命（イングランド内戦）から王政復古期のイングランド貴族、軍人、政治家。1630年から1643年までコンプトン卿の儀礼称号を使用した。

## 生涯
第2代ノーサンプトン伯爵スペンサー・コンプトンとメアリー・ボーモント（Mary Beaumont）の長男として、1622年8月19日に生まれた。イートン・カレッジで教育を受けた後、1637年1月21日にケンブリッジ大学クイーンズ・カレッジへの入学許可を獲得、M.A.の学位を修得した。1642年、オックスフォード大学よりD.C.L.の学位を授与された。
1640年にウォリックシャー選挙区で庶民院議員に当選したが、1643年3月19日に父がホップトン・ヒースの戦いで戦死すると爵位を継承した。以降も王党派として第一次イングランド内戦を戦い、同年9月20日の第一次ニューベリーの戦いに参戦、1659年には一時ロンドン塔に投獄された。
イングランド王政復古にあたって、1660年5月29日にチャールズ2世がロンドンに入城するときに同伴し、同年にウォリックシャー統監に任命された。また、1675年から1679年までロンドン塔管理長官を、1677年に下級商務卿を、1673年から1679年まで枢密顧問官を務めた。
1663年5月20日に王立協会フェローに選出され、同協会最初期のフェローの1人だった。
1681年12月15日にキャッスル・アッシュビーで死去、息子ジョージが爵位を継承した。

## 家族
1647年7月5日、イサベラ・サックヴィル（Isabella Sackville、1719年8月22日没、第3代ドーセット伯爵リチャード・サックヴィルの長女）と結婚、1女をもうけた。
- アラシア（Alathea、1678年没） - エドワード・ハンガーフォード（Edward Hungerford）と結婚

その後、第3代カンプデン子爵バプティスト・ノエルの一人娘メアリーと再婚、3男2女をもうけた。
- ジョージ（1664年 – 1727年） - 第4代ノーサンプトン伯爵
- メアリー（英語版）（1669年 – 1691年8月6日） - 1685年3月7日、第6代ドーセット伯爵チャールズ・サックヴィル（英語版）と結婚、子供あり
- スペンサー（1674年 – 1743年） - 初代ウィルミントン伯爵、イギリス首相